# François Claessens
François Claessens (ur. 2 października 1897 w Berchem w Antwerpii, zm. 29 września 1971 w Antwerpii) – belgijski gimnastyk, medalista olimpijski.
W 1920 r. reprezentował barwy Belgii na letnich igrzyskach olimpijskich w Antwerpii, zdobywając srebrny medal w wieloboju drużynowym.